# Of Time and Stars
Reach for Tomorrow este o colecție de povestiri științifico-fantastice scrise de autorul britanic Arthur C. Clarke și publicată în 1972 de Gollancz.
Toate povestirile au fost publicate inițial în diverse alte publicații printre care Dude, The Evening Standard, Lilliput, The Magazine of Fantasy & Science Fiction, Future, New Worlds, Startling Stories, Astounding, Fantasy, King's College Review, Satellite, Amazing Stories, London Evening News, Infinity Science Fiction și Ten Story Fantasy precum și în antologiile Star Science Fiction Stories No.1 editată de Frederik Pohl și Time to Come editată de August Derleth.

## Cuprins
- Introducere de J.B. Priestley
- Foreword
- "The Nine Billion Names of God"
- "An Ape About the House"
- "Green Fingers"
- "Trouble with the Natives"
- "Into the Comet"
- "No Morning After"
- "If I Forget Thee, Oh Earth"
- "Who's There?"
- "All the Time in the World"
- "Hide and Seek" (De-a v-ați ascunselea)
- "Robin Hood, F.R.S."
- "The Fires Within"
- "The Forgotten Enemy"
- "The Reluctant Orchid"
- "Encounter at Dawn" (Fantastica întâlnire din zori)
- "Security Check" (Verificarea)
- "Feathered Friend"
- "The Sentinel" (Sentinela)
- Bibliography: Books by Arthur C. Clarke

## Legături externe
- en  Istoria publicării lucrării Of Time and Stars la Internet Speculative Fiction Database